# Ronde van Frankrijk 2006/Startlijst
Dit artikel beschrijft de startlijst van de Ronde van Frankrijk 2006.

## Overzicht

### Discovery Channel
| #  | renner              | geb. datum | land             | opmerkingen       |  |
| -- | ------------------- | ---------- | ---------------- | ----------------- |  |
| 1. | José Azevedo        | 19-09-1973 | Portugal         |                   |  |
| 2. | Vjatsjeslav Jekimov | 04-02-1966 | Rusland          |                   |  |
| 3. | George Hincapie     | 29-06-1973 | Verenigde Staten |                   |  |
| 4. | Egoi Martínez       | 15-05-1978 | Spanje           |                   |  |
| 5. | Benjamín Noval      | 23-01-1979 | Spanje           | opgave 12e etappe |  |
| 6. | Pavel Padrnos       | 17-12-1970 | Tsjechië         |                   |  |
| 7. | Jaroslav Popovytsj  | 04-01-1980 | Oekraïne         | 12e etappe        |  |
| 8. | José Luis Rubiera   | 27-01-1973 | Spanje           |                   |  |
| 9. | Paolo Savoldelli    | 07-05-1973 | Italië           | opgave 12e etappe |  |

ploegleider: Johan Bruyneel

### Team CSC
| #   | renner                | geb. datum | land             | opmerkingen       |
| --- | --------------------- | ---------- | ---------------- | ----------------- |
| 11. | Bobby Julich          | 18-11-1971 | Verenigde Staten | opgave 7e etappe  |
| 12. | Giovanni Lombardi     | 20-06-1969 | Italië           | opgave 11e etappe |
| 13. | Stuart O'Grady        | 06-08-1973 | Australië        |                   |
| 14. | Carlos Sastre         | 22-04-1975 | Spanje           |                   |
| 15. | Fränk Schleck         | 15-04-1980 | Luxemburg        | 15e etappe        |
| 16. | Christian Vande Velde | 22-05-1976 | Verenigde Staten |                   |
| 17. | Jens Voigt            | 17-09-1971 | Duitsland        | 13e etappe        |
| 18. | David Zabriskie       | 12-01-1979 | Verenigde Staten |                   |

ploegleider: Bjarne Riis

### T-Mobile Team
| #   | renner           | geb. datum | land      | opmerkingen           |
| --- | ---------------- | ---------- | --------- | --------------------- |
| 21. | Andreas Klöden   | 22-06-1975 | Duitsland |                       |
| 22. | Giuseppe Guerini | 14-02-1970 | Italië    |                       |
| 23. | Serhij Hontsjar  | 03-07-1970 | Oekraïne  | 7e etappe, 19e etappe |
| 24. | Matthias Kessler | 16-05-1979 | Duitsland | 3e etappe             |
| 25. | Eddy Mazzoleni   | 29-07-1973 | Italië    |                       |
| 26. | Michael Rogers   | 20-12-1979 | Australië |                       |
| 27. | Patrik Sinkewitz | 20-10-1980 | Duitsland |                       |

ploegleider:

### Ag2r Prévoyance
| #   | renner            | geb. datum | land      | opmerkingen |
| --- | ----------------- | ---------- | --------- | ----------- |
| 31. | Christophe Moreau | 12-04-1971 | Frankrijk |             |
| 32. | José Luis Arrieta | 15-06-1971 | Spanje    |             |
| 33. | Mikel Astarloza   | 17-11-1979 | Spanje    |             |
| 34. | Sylvain Calzati   | 01-07-1979 | Frankrijk | 8e etappe   |
| 35. | Cyril Dessel      | 29-11-1974 | Frankrijk |             |
| 36. | Samuel Dumoulin   | 20-08-1980 | Frankrijk |             |
| 37. | Simon Gerrans     | 16-05-1980 | Australië |             |
| 38. | Stéphane Goubert  | 13-03-1970 | Frankrijk |             |

ploegleider:

### Team Gerolsteiner
| #   | renner          | geb. datum | land             | opmerkingen       |
| --- | --------------- | ---------- | ---------------- | ----------------- |
| 41. | Levi Leipheimer | 24-10-1973 | Verenigde Staten |                   |
| 42. | Markus Fothen   | 09-09-1981 | Duitsland        |                   |
| 43. | David Kopp      | 05-01-1979 | Duitsland        | opgave 16e etappe |
| 44. | Sebastian Lang  | 15-09-1979 | Duitsland        |                   |
| 45. | Ronny Scholz    | 24-04-1978 | Duitsland        |                   |
| 46. | Georg Totschnig | 25-05-1971 | Oostenrijk       |                   |
| 47. | Fabian Wegmann  | 20-06-1980 | Duitsland        |                   |
| 48. | Peter Wrolich   | 30-05-1974 | Oostenrijk       |                   |
| 49. | Beat Zberg      | 10-05-1971 | Zwitserland      | opgave 15e etappe |

ploegleider:

### Rabobank
| #   | renner              | geb. datum | land       | opmerkingen                                   |
| --- | ------------------- | ---------- | ---------- | --------------------------------------------- |
| 51. | Denis Mensjov       | 25-01-1978 | Rusland    | 11e etappe                                    |
| 52. | Michael Boogerd     | 28-05-1972 | Nederland  |                                               |
| 53. | Bram de Groot       | 18-12-1974 | Nederland  | opg. 15e et.                                  |
| 54. | Erik Dekker         | 21-08-1970 | Nederland  | opg. 3e et.                                   |
| 55. | Juan Antonio Flecha | 17-09-1977 | Spanje     |                                               |
| 56. | Óscar Freire        | 15-02-1976 | Spanje     | 5e etappe, 9e etappe, niet gestart 18e etappe |
| 57. | Joost Posthuma      | 08-03-1981 | Nederland  |                                               |
| 58. | Michael Rasmussen   | 01-06-1974 | Denemarken | 16e etappe                                    |
| 59. | Pieter Weening      | 05-04-1981 | Nederland  |                                               |

ploegleider:

### Davitamon - Lotto
| #   | renner            | geb. datum | land             | opmerkingen                     |
| --- | ----------------- | ---------- | ---------------- | ------------------------------- |
| 61. | Cadel Evans       | 14-02-1977 | Australië        |                                 |
| 62. | Mario Aerts       | 31-12-1974 | België           |                                 |
| 63. | Christophe Brandt | 06-05-1977 | België           |                                 |
| 64. | Chris Horner      | 23-10-1971 | Verenigde Staten |                                 |
| 65. | Robbie McEwen     | 24-06-1972 | Australië        | 2e etappe, 4e etappe, 6e etappe |
| 66. | Fred Rodriguez    | 03-09-1973 | Verenigde Staten | opg. 3e et.                     |
| 67. | Gert Steegmans    | 30-09-1980 | België           |                                 |
| 68. | Wim Vansevenant   | 23-12-1971 | België           |                                 |
| 69. | Johan Vansummeren | 04-02-1981 | België           |                                 |

ploegleider:

### Phonak Hearing Systems
| #   | renner                         | geb. datum | land             | opmerkingen            |
| --- | ------------------------------ | ---------- | ---------------- | ---------------------- |
| 71. | Floyd Landis                   | 14-10-1975 | Verenigde Staten | 17 etappe              |
| 72. | Bert Grabsch                   | 19-06-1975 | Duitsland        |                        |
| 73. | Robert Hunter                  | 22-04-1977 | Zuid-Afrika      | buiten tijd 19e etappe |
| 74. | Nicolas Jalabert               | 13-04-1973 | Frankrijk        |                        |
| 75. | Miguel Ángel Martín Perdiguero | 14-10-1972 | Spanje           | opgave 17e etappe      |
| 76. | Axel Merckx                    | 08-08-1972 | België           |                        |
| 77. | Koos Moerenhout                | 01-12-1977 | Nederland        |                        |
| 78. | Alexandre Moos                 | 22-12-1972 | Zwitserland      |                        |
| 79. | Víctor Hugo Peña               | 10-07-1974 | Colombia         |                        |

ploegleider:

### Lampre
| #   | renner             | geb. datum | land     | opmerkingen       |
| --- | ------------------ | ---------- | -------- | ----------------- |
| 81. | Damiano Cunego     | 19-09-1981 | Italië   |                   |
| 82. | Alessandro Ballan  | 06-11-1979 | Italië   |                   |
| 83. | Daniele Bennati    | 24-09-1980 | Italië   | opgave 16e etappe |
| 84. | Marzio Bruseghin   | 15-06-1974 | Italië   |                   |
| 85. | Salvatore Commesso | 28-03-1975 | Italië   |                   |
| 86. | Daniele Righi      | 28-03-1976 | Italië   |                   |
| 87. | Paolo Tiralongo    | 08-07-1977 | Italië   |                   |
| 88. | Tadej Valjavec     | 14-03-1977 | Slovenië |                   |
| 89. | Francisco Vila     | 11-10-1975 | Spanje   |                   |

ploegleider:

### Caisse d'Epargne - Illes Balears
| #   | renner                     | geb. datum | land      | opmerkingen               |
| --- | -------------------------- | ---------- | --------- | ------------------------- |
| 91. | Alejandro Valverde         | 25-04-1980 | Spanje    | opgave 3e etappe          |
| 92. | David Arroyo               | 07-01-1980 | Spanje    |                           |
| 93. | Florent Brard              | 07-02-1976 | Frankrijk | niet gestart in 20 etappe |
| 94. | Isaac Gálvez               | 20-05-1975 | Spanje    | opgave 12e etappe         |
| 95. | José Vicente García Acosta | 04-08-1972 | Spanje    |                           |
| 96. | Vladimir Karpets           | 20-09-1980 | Rusland   |                           |
| 97. | Óscar Pereiro              | 03-08-1977 | Spanje    |                           |
| 98. | Nicolas Portal             | 23-04-1979 | Frankrijk |                           |
| 99. | Xabier Zandio              | 17-03-1977 | Spanje    |                           |

ploegleider:

### Quick·Step - Innergetic
| #    | renner             | geb. datum | land      | opmerkingen             |
| ---- | ------------------ | ---------- | --------- | ----------------------- |
| 101. | Tom Boonen         | 15-10-1980 | België    | opgave 15e etappe       |
| 102. | Wilfried Cretskens | 10-07-1976 | België    | opgave 11e etappe       |
| 103. | Steven de Jongh    | 25-11-1973 | Nederland | opgave 16e etappe       |
| 104. | Juan Manuel Gárate | 24-04-1976 | Spanje    |                         |
| 105. | Filippo Pozzato    | 10-09-1981 | Italië    |                         |
| 106. | José Rujano        | 18-02-1982 | Venezuela | niet gestart 17e etappe |
| 107. | Bram Tankink       | 03-12-1978 | Nederland |                         |
| 108. | Matteo Tosatto     | 14-05-1974 | Italië    | 18e etappe              |
| 109. | Cédric Vasseur     | 18-08-1970 | Frankrijk |                         |

ploegleider:

### Crédit Agricole
| #    | renner              | geb. datum | land          | opmerkingen         |
| ---- | ------------------- | ---------- | ------------- | ------------------- |
| 111. | Pietro Caucchioli   | 28-08-1975 | Italië        |                     |
| 112. | Aleksandr Botsjarov | 26-02-1975 | Rusland       |                     |
| 113. | Anthony Charteau    | 04-06-1979 | Frankrijk     |                     |
| 114. | Julian Dean         | 28-01-1975 | Nieuw-Zeeland |                     |
| 115. | Jimmy Engoulvent    | 07-12-1979 | Frankrijk     | opg. 10e et         |
| 116. | Patrice Halgand     | 02-03-1974 | Frankrijk     |                     |
| 117. | Sébastien Hinault   | 11-02-1974 | Frankrijk     |                     |
| 118. | Thor Hushovd        | 18-01-1978 | Noorwegen     | Proloog, 20e etappe |
| 119. | Christophe Le Mével | 11-09-1980 | Frankrijk     |                     |

ploegleider:

### Euskaltel - Euskadi
| #    | renner             | geb. datum | land      | opmerkingen       |
| ---- | ------------------ | ---------- | --------- | ----------------- |
| 121. | Iban Mayo Diez     | 12-08-1277 | Spanje    | opgave 11e etappe |
| 122. | Iker Camaño        | 14-03-1979 | Spanje    |                   |
| 123. | Unai Etxebarria    | 21-11-1972 | Venezuela |                   |
| 124. | Aitor Hernández    | 24-01-1982 | Spanje    |                   |
| 125. | David López García | 13-05-1981 | Spanje    | opgave 18e etappe |
| 126. | Iñaki Isasi        | 20-04-1977 | Spanje    |                   |
| 127. | Iñigo Landaluze    | 09-05-1977 | Spanje    |                   |
| 128. | Gorka Verdugo      | 04-11-1978 | Spanje    |                   |
| 129. | Haimar Zubeldia    | 01-04-1977 | Spanje    |                   |

ploegleiders: Julián Gorospe

### Le Crédit par Téléphone
| #    | renner           | geb. datum | land                | opmerkingen       |
| ---- | ---------------- | ---------- | ------------------- | ----------------- |
| 131. | David Moncoutié  | 30-04-1975 | Frankrijk           |                   |
| 132. | Stéphane Augé    | 06-12-1974 | Frankrijk           |                   |
| 133. | Jimmy Casper     | 28-05-1978 | Frankrijk           | 1e etappe         |
| 134. | Sylvain Chavanel | 30-06-1979 | Frankrijk           |                   |
| 135. | Arnaud Coyot     | 06-10-1980 | Frankrijk           |                   |
| 136. | Cristian Moreni  | 21-11-1972 | Italië              |                   |
| 137. | Iván Parra       | 15-10-1975 | Colombia            |                   |
| 138. | Rik Verbrugghe   | 23-07-1974 | België              | opgave 14e etappe |
| 139. | Bradley Wiggins  | 28-04-1980 | Verenigd Koninkrijk |                   |

ploegleiders: Francis Van Londersele, Alain Deloeuil

### Saunier Duval - Prodir
| #    | renner                     | geb. datum | land                | opmerkingen       |
| ---- | -------------------------- | ---------- | ------------------- | ----------------- |
| 141. | Gilberto Simoni            | 25-08-1971 | Italië              |                   |
| 142. | David Cañada               | 11-03-1975 | Spanje              | opgave 14e etappe |
| 143. | David de la Fuente         | 04-05-1981 | Spanje              |                   |
| 144. | José Angel Gómez Marchante | 30-05-1980 | Spanje              | opgave 17e etappe |
| 145. | Rubén Lobato               | 01-09-1978 | Spanje              |                   |
| 146. | David Millar               | 04-01-1977 | Verenigd Koninkrijk |                   |
| 147. | Riccardo Riccò             | 01-09-1983 | Italië              |                   |
| 148. | Christophe Rinero          | 29-12-1973 | Frankrijk           |                   |
| 149. | Francisco José Ventoso     | 06-05-1982 | Spanje              |                   |

ploegleider:

### La Française des Jeux
| #    | renner            | geb. datum | land       | opmerkingen       |
| ---- | ----------------- | ---------- | ---------- | ----------------- |
| 151. | Sandy Casar       | 02-02-1979 | Frankrijk  |                   |
| 152. | Carlos Da Cruz    | 20-12-1974 | Frankrijk  |                   |
| 153. | Bernhard Eisel    | 15-02-1981 | Oostenrijk |                   |
| 154. | Philippe Gilbert  | 05-07-1982 | België     |                   |
| 155. | Sébastien Joly    | 25-06-1979 | Frankrijk  | opgave 16e etappe |
| 156. | Gustav Larsson    | 20-09-1980 | Zweden     |                   |
| 157. | Thomas Lövkvist   | 04-04-1984 | Zweden     |                   |
| 158. | Christophe Mengin | 03-09-1968 | Frankrijk  |                   |
| 159. | Benoît Vaugrenard | 05-01-1982 | Frankrijk  |                   |

ploegleider:

### Liquigas
| #    | renner           | geb. datum | land        | opmerkingen            |
| ---- | ---------------- | ---------- | ----------- | ---------------------- |
| 161. | Danilo Di Luca   | 02-01-1976 | Italië      | niet gestart 2e etappe |
| 162. | Michael Albasini | 20-12-1980 | Zwitserland |                        |
| 163. | Magnus Bäckstedt | 30-01-1975 | Zweden      | opgave 14e etappe      |
| 164. | Patrick Calcagni | 05-07-1977 | Zwitserland |                        |
| 165. | Kjell Carlström  | 18-10-1976 | Finland     |                        |
| 166. | Stefano Garzelli | 16-07-1973 | Italië      |                        |
| 167. | Matej Mugerli    | 17-06-1981 | Slovenië    |                        |
| 168. | Luca Paolini     | 17-01-1977 | Italië      |                        |
| 169. | Manuel Quinziato | 30-10-1979 | Italië      |                        |

ploegleider: Mario Chiesa

### Bouygues Télécom
| #    | renner           | geb. datum | land      | opmerkingen                |
| ---- | ---------------- | ---------- | --------- | -------------------------- |
| 171. | Thomas Voeckler  | 22-06-1979 | Frankrijk |                            |
| 172. | Walter Bénéteau  | 28-07-1972 | Frankrijk |                            |
| 173. | Laurent Brochard | 26-03-1968 | Frankrijk | niet gestart in 10e etappe |
| 174. | Pierrick Fédrigo | 30-11-1978 | Frankrijk | 14e etappe                 |
| 175. | Anthony Geslin   | 09-06-1980 | Frankrijk |                            |
| 176. | Laurent Lefèvre  | 02-07-1976 | Frankrijk |                            |
| 177. | Jérôme Pineau    | 02-01-1980 | Frankrijk |                            |
| 178. | Didier Rous      | 18-09-1970 | Frankrijk |                            |
| 179. | Matthieu Sprick  | 29-09-1981 | Frankrijk |                            |

ploegleider: Jean-René Bernaudeau

### Team Milram
| #    | renner          | geb. datum | land       | opmerkingen               |
| ---- | --------------- | ---------- | ---------- | ------------------------- |
| 181. | Erik Zabel      | 07-07-1970 | Duitsland  |                           |
| 182. | Mirko Celestino | 19-03-1974 | Italië     | opgave 14e etappe         |
| 183. | Ralf Grabsch    | 07-04-1973 | Duitsland  |                           |
| 184. | Andrij Grivko   | 07-08-1983 | Oekraïne   | opgave 15e etappe         |
| 185. | Maksim Iglinski | 18-04-1981 | Kazachstan | opgave 16e etappe         |
| 186. | Christian Knees | 05-03-1981 | Duitsland  |                           |
| 187. | Fabio Sacchi    | 22-05-1974 | Italië     | niet gestart in 6e etappe |
| 188. | Björn Schröder  | 27-10-1980 | Duitsland  |                           |
| 189. | Marco Velo      | 09-03-1974 | Italië     |                           |

ploegleider: Antonio Bevilacqua

### Agritubel
| #    | renner                | geb. datum | land      | opmerkingen                  |
| ---- | --------------------- | ---------- | --------- | ---------------------------- |
| 191. | Juan Miguel Mercado   | 08-07-1978 | Spanje    | 10e etappe opgave 17e etappe |
| 192. | Manuel Calvente       | 14-08-1976 | Spanje    |                              |
| 193. | Cédric Coutouly       | 26-01-1980 | Frankrijk |                              |
| 194. | Moisés Dueñas         | 10-05-1981 | Spanje    |                              |
| 195. | Eduardo Gonzalo       | 23-08-1983 | Spanje    |                              |
| 196. | Christophe Laurent    | 26-07-1977 | Frankrijk |                              |
| 197. | José Alberto Martínez | 10-09-1975 | Spanje    | opg. 12e et.                 |
| 198. | Samuel Plouhinec      | 05-03-1976 | Frankrijk | opg. 12e et.                 |
| 199. | Benoît Salmon         | 09-05-1974 | Frankrijk |                              |

ploegleider: Denis Leproux
Proloog ·
1e etappe ·
2e etappe ·
3e etappe ·
4e etappe ·
5e etappe ·
6e etappe ·
7e etappe ·
8e etappe ·
9e etappe ·
10e etappe ·
11e etappe ·
12e etappe ·
13e etappe ·
14e etappe ·
15e etappe ·
16e etappe ·
17e etappe ·
18e etappe ·
19e etappe ·
20e etappe
Startlijst · Eindstanden · Afbeeldingen